# 马尔马拉海

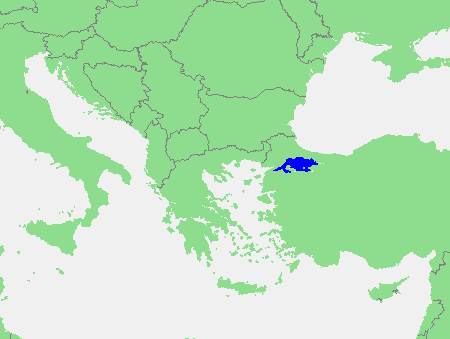
馬爾馬拉海

马尔马拉海（土耳其語：Marmara Denizi），又譯马摩拉海，古希腊與古罗马時期則稱為普羅龐提斯海，是亚洲小亚细亚半岛同欧洲巴尔干半岛之间的内海，具有重要的政治及軍事戰略地位。

## 簡介
马尔马拉海是世界上最小的海，东西长280公里，南北宽80公里，面積11350平方公里，最深1355米。
从东北眼端经博斯普鲁斯海峡通黑海连接，西南经达达尼尔海峡通爱琴海，餘處被土耳其領土所包围，是黑海與地中海之間的唯一通道，属黑海海峡。
在1999年伊茲密特地震中，引發了2.5公尺的海嘯。

## 主權
马尔马拉海由土耳其控制。

## 外部連結
- "Sea of Marmara" （页面存档备份，存于） at the Encyclopædia Britannica
- "Sea of Marmara: Where Ancient Myth and Modern Science Mix" at SCIENCE FOCUS – SeaWiFS

40°45′N 28°00′E / 40.750°N 28.000°E